# Sarıbulaq
Sarıbulaq è un comune dell'Azerbaigian situato nel distretto di Balakən. Conta una popolazione di 1.543 abitanti.